# Las Anod

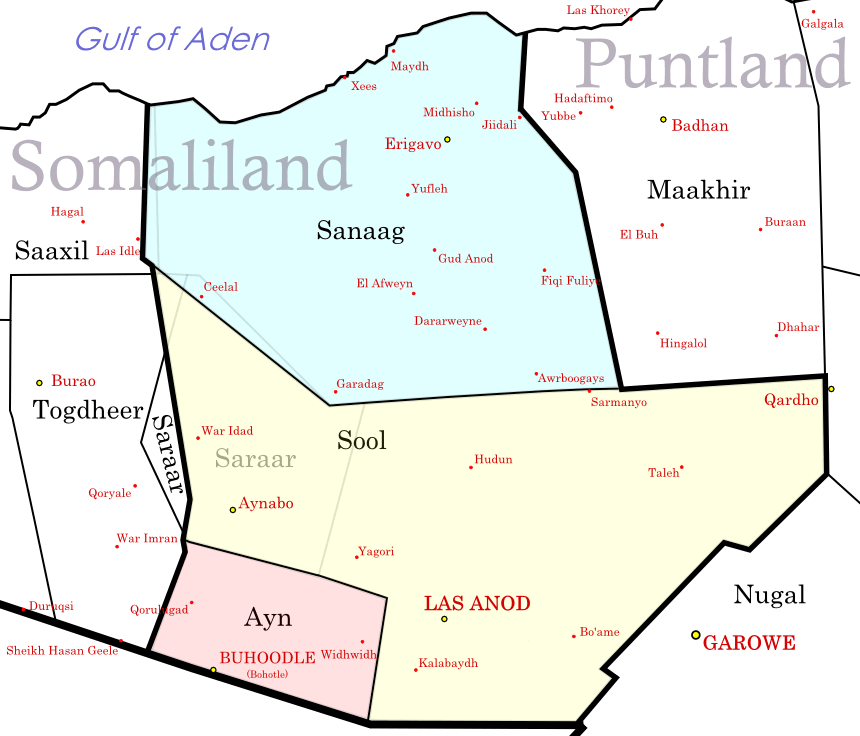
Découpage administratif

Las Anod (somali : Laascaanood, arabe : لاس عانود) est la capitale administrative de la province de Sool, au sein de la région auto-proclamée du Khatumo.

## Historique
La ville a appartenu à l'État derviche jusqu'en 1921, puis a été intégrée à la Somalie britannique ou Somaliland. Elle rejoint ensuite la Somalie indépendante en 1960.
Depuis 1991 et le début de la guerre civile, elle est revendiquée par le Pount, le Khatumo et le Somaliland, qui contrôle la ville depuis 2007.
le 6 février, quelques heures après que des chefs coutumiers eurent publié une déclaration s’engageant à soutenir « l’unité et l’intégrité de la République fédérale de Somalie », exhortant les autorités du Somaliland à retirer leurs forces de la région. La ville a été bombardée par les forces du Somaliland. 210 civils ont été tués et 680 autres blessés.(source : Le Monde)
Le 16 février, le Bureau de la coordination des affaires humanitaires annonce 185 000 personnes déplacées et 60 000 réfugiés qui ont pris la fuite vers l’Éthiopie. La ville est désertée par la population civile.
Le ministre de la Défense du Somaliland déclare le 27 février que le Puntland a « attaqué » ses forces autour de Las Anod et à Tukaraq, sur la route menant à Garowe, la capitale administrative du Puntland.

## Géographie
La ville occupe une position stratégique sur les routes commerciales du nord de la Somalie.
Les collines qui l'entourent fournissent des ressources en eau. La ville est généralement agréable et attire les populations de la Somalie sèche.
Elle est peuplée en 2022 d'environ 150 000 habitants, principalement du clan Dulbahante.

## Personnalités liées à la ville
- Mohammed Abdullah Hassan (1856-1920), dirigeant religieux, fondateur de l'État derviche;
- Ali Khalif Galaid, homme politique, premier ministre de transition 2000–2001;
- Mohamed Hashi, ancien président du Puntland;
- Abdi Bile (1962), athlète de demi-fond.